# Diante do Trono
A Diante do Trono (A Trón Előtt) egy brazil keresztény zenekar.

## Diszkográfia
A Diante do Trono lemezei
- Diante do Trono (1998)
- Exaltado (2000)
- Águas Purificadoras (2000)
- Preciso de Ti (2001)
- Nos Braços do Pai (2002)
- Quero Me Apaixonar (2003)
- Esperança (2004)
- Ainda Existe Uma Cruz (2005)
- Por Amor de Ti, Oh Brasil (2006)
- Príncipe da Paz (2007)
- A Canção do Amor (2008)
- Tua Visão (2009)
- Aleluia (2010)
- Sol da Justiça (2011)
- Creio (2012)
- Tu Reinas (2014)
- Tetelestai (2015)
- Deserto de Revelação (2017)
- Outa Vez (2019)

A Crianças Diante do Trono lemezei
- Crianças Diante do Trono (2002)
- Amigo de Deus (2003)
- Quem é Jesus? (2004)
- Vamos Compartilhar (2005)
- Arca de Noé (2006)
- Samuel, O Menino Que Ouviu Deus (2007)
- Para Adorar ao Senhor (2008)
- Amigos do Perdão (2010)
- Davi (2012)
- Renovo Kids (2015)
- DT Babies (2016)

Más lemezei
- Aclame ao Senhor (2000)
- Shalom Jerusálem (2000)
- Brasil Diante do Trono (2002)
- In the Father's Arms (2006)
- En los Brazos del Padre (2006)
- Sem Palavras (2006)
- Tempo de Festa (2007)
- Com Intensidade (2008)
- Glória a Deus (2012)
- Global Project: Português (2012)
- Suomi Valtaistuimen Edessä (2012)
- Renovo (2013)
- Läpimurto (2014)
- Deus Reina (2015)
- Pra Sempre Teu (2016)
- Imersão (2016)
- Muralhas (2017)
- Imersão 2 (2017)
- Eu e a Minha Casa (2018)
- Imersão 3 (2019)

## Külső hivatkozások
- Diante do Trono hivatalos honlapján